# Mount Giluwe
Mount Giluwe je hora v Papui Nové Guineji. Dosahuje výšky 4367 m n. m. a po Mount Wilhelm je nejvyšší horou státu. Jde o štítovou sopku se dvěma vrcholy, přičemž ten nižší (4300 m n. m.) se nachází dva kilometry východně od hlavního. Patří mezi Volcanic Seven Summits. Původní hora byla pravděpodobně stratovulkán s výškou podobnou současnému vrcholu. Rozsáhlé pleistocenní zalednění však značnou část povrchu původní hory erodovalo a následně vznikla současná hora.